# Élie Berthet

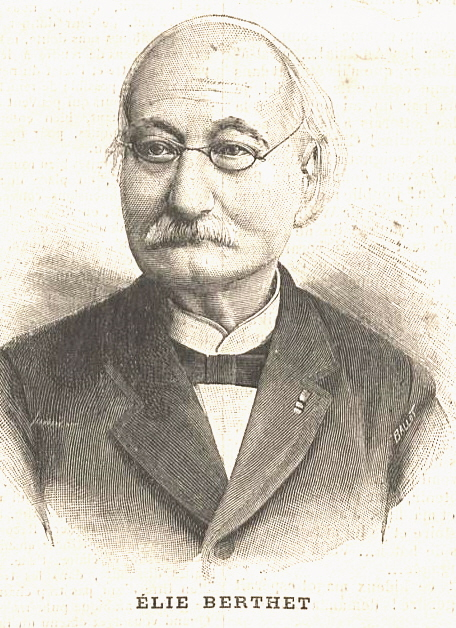
Élie Berthet

Élie Bertrand Berthet (* 8. Juni 1815 in Limoges; † 3. Februar 1891 in Paris) war ein französischer Romanschriftsteller.

## Leben
Élie Berthet, der eigentlich auf den Namen Bertrand Berthet getauft wurde und Sohn eines Kaufmanns war,  erwarb sich an einer höheren Schule seiner Heimatstadt eine gute Bildung. Zuerst interessierte er sich für Naturkunde, doch bald überwog sein Interesse für die Literatur. Er ging 1834 nach Paris, angeblich um die Rechte zu studieren, wandte sich aber gegen den Willen seiner Eltern rasch der Literatur zu. Mit Unterstützung von Édouard Ourliac und Arsène Houssaye veröffentlichte er 1835 unter dem Pseudonym Élie Raymond seine erste Novellensammlung La Veilleuse. In der Folge nahm er eine Anstellung bei der Zeitschrift Le Siècle an und wurde Sekretär von Louis Desnoyers. Zwei Theaterstücke, die er mit Paul Foucher (Le Pacte de famine, 1839) bzw. mit Adolphe d’Ennery (Les Garçons de recette, 1840) schrieb, sind unbedeutend. 1840 heiratete er eine Deutsche, mit der er zwei Söhne hatte.
Nach 1840 entwickelte Berthet eine außergewöhnliche Fruchtbarkeit in Feuilletonromanen, die er vor allem im Siècle veröffentlichte. Von seinen über 100 Bände füllenden, auch mehrfach übersetzten Romanen kam aber keiner über den Mittelschlag hinaus. Im Roman Le nid de cigognes (1857) verherrlichte er die Hohenzollern. 1891 starb er im Alter von 75 Jahren in Paris.

## Werke (Auswahl)
- La Veilleuse (unter dem Pseudonym Élie Raymond), 1835
- L'Ami du château (mit Henry Monnier), 1841
- Le Colporteur, 1841
- La Croix de l’affût, 1841
- Le Chevalier de Clermont (mit Henry Monnier), 1841
- Le Réfractaire, 1841
- Le Val d’Andorre, 1841[1]
- Justin, 1842
- Le Loup-garou, 1843
- La Ferme de l’Oseraie, 1846
- Le Nid de cigognes, 1848
- La Falaise Saint-Honorine, 1851
- La Roche tremblante, 1851
- Les Mystères de la famille, 1854
- Les Catacombes de Paris, 1854
- La Bête du Gévaudan, 1858
- La Directrice des postes, 1861
- Le Gentilhomme verrier, 1862
- L’Oiseau du désert, 1863
- Le Fou de Saint-Didier, 1864
- Les Houilleurs de Polignies, 1866
- Le Bon Vieux Temps, 1867
- Les Drames de Cayenne, 1868
- Le Séquestré, 1869
- Le Gouffre, 1872
- L’Année du grand hiver 1709, 1873
- Les Drames du cloître, 1874
- Romans préhistoriques, 1876; Neuausgabe unter dem Titel Paris avant l’histoire, 1884
- Histoire des uns et des autres, 1878
- Les Cagnards de l’Hôtel-Dieu de Paris, 1879
- Fleur de Bohême, 1883
- Le Garde-Champêtre, 1885
- La Petite Chailloux, 1888